# Office fédéral de la police
L'Office fédéral de la police (fedpol) est l'office fédéral compétent en matière de police en Suisse. Il dépend du Département fédéral de justice et police. Il est chargé des questions relatives à la police judiciaire fédérale, dont l'unité Tigris. Il est basé à Berne.

## Histoire
Créé en même temps que l'État fédéral, il s'occupait initialement de la police politique envers les étrangers. En 1889, cette prérogative s'étend à l'ensemble des citoyens suisses. À la suite des deux guerres mondiales, les compétences fédérales en matière de contre-espionnage se renforcent et sont confiées à la police fédérale ; celle-ci prend en charge en 1935 la protection de l'État.
Lors de la guerre froide, la police fédérale surveille près de 900 000 personnes ou organisations, comme le révèle l'affaire des fiches qui provoque un bouleversement dans le fonctionnement de la police fédérale, aboutissant en 1999 à l'intégration de cette dernière à l'Office fédéral de la police, à une réorganisation complète de ses services ainsi qu'à sa surveillance par une commission parlementaire.
Depuis la nomination de Nicoletta della Valle en 2014, la police fédérale est chargée de tâches de police préventive.
Pour accomplir sa mission elle dispose d'un logiciel de type Pegasus (logiciel espion).

### Dénomination
- depuis 1979 : Office fédéral de la police[5]

- - 1978 : Division de police[5]

## Organisation
Ses compétences et son fonctionnement se fondent principalement sur l'ordonnance du 17 novembre 1999 sur l’organisation du Département fédéral de justice et police. Ses domaines de compétences sont restreints pour une police fédérale.
Tous les organes de la police fédérale sont rattachés à l'Office fédéral de la police, dont l'abréviation est "fedpol".
L'Office fédéral de la police comprend les divisions suivantes :
- Direction / État-major, qui est comme son nom l'indique l'organe de direction de "fedpol".
- Division principale Coopération policière internationale, qui s'occupe de coordonner les demandes d'entraide judiciaire concernant la Suisse et de superviser celles effectuées par la Suisse à l'étranger.
- Division principale Police judiciaire fédérale, organe le plus important qui s'occupe des tâches de police relevant de la compétence fédérale, tels le grand banditisme, les activités terroristes et les crimes de guerre.
- Division principale Services, qui est une plate-forme d'information chargée de différentes bases de données recensant les empreintes digitales, les relevés ADN, les personnes disparues, etc.
- Division principale Service fédéral de sécurité, qui s'occupe de la sécurité des personnalités, magistrats et bâtiments fédéraux, ainsi que de la coordination en cas de prise d'otage avec chantage concernant la Confédération.
- Division Ressources, qui est une entité administrative gérant le personnel, les finances et les services techniques.

### Direction
- depuis le 1er février 2025 : Eva Wildi-Cortés[8]
- du 1er août 2014 à janvier 2025 : Nicoletta della Valle[9]
- 2001 - 2014 : Jean-Luc Vez[10]
- 1994 - 2000 : Anton Widmer[11]
- 1992 - 1993 : Lutz Krauskopf[12]
- 1980 - 1992 : Peter Hess[13]
- 1959 - 1980 : Oscar Schürch[5]